# Chiesa di Santa Maria Assunta (Pitigliano)
La chiesa di Santa Maria Assunta è un edificio religioso situato a Pitigliano. La sua ubicazione è in piazza Dante Alighieri, al di fuori delle mura, non lontano dai bastioni della fortezza.

## Storia
La chiesa fu costruita attorno alla metà dell'Ottocento per servire la zona urbana a est del centro storico, che proprio in quell'epoca stava conoscendo una forte espansione.
La costruzione di questo nuovo edificio religioso, più ampio e centrale rispetto alla non lontana chiesa di San Michele, fece sì che le varie funzioni religiose venissero spostate dalla più antica chiesa verso questo nuovo luogo di culto, ritenuto più funzionale.

## Descrizione

L'interno

La chiesa di Santa Maria Assunta si presenta ad aula unica con tetto a capanna.
Una breve gradinata precede il portale d'ingresso, che si apre al centro della semplice facciata principale, il cui architrave soprastante costituisce la base per l'arco a tutto sesto in stile neoromanico, che racchiude anche una piccola lunetta al cui interno vi è una decorazione sacra.
L'intera parte sommitale della facciata principale culmina in un ampio timpano di forma triangolare, mentre lungo le pareti laterali si aprono alcune monofore a tutto sesto per consentire l'illuminazione naturale della navata interna.
Il complesso religioso comprende anche il campanile neoromanico a sezione quadrata, con quattro monofore aperte che racchiudono nella parte alta la cella campanaria, sopra la quale poggia la cuspide di forma piramidale. Il paramento murario della torre campanaria è rivestito in pietra e tufo.